# Sant'Andrea del Garigliano
Sant'Andrea del Garigliano è un comune italiano di 1 261 abitanti della provincia di Frosinone nel Lazio.

## Geografia fisica

### Territorio
Il centro più antico domina dalla collina la vallata interna. Si scorgono ancora le mura e le torri circolari, che svettano sulle case che le hanno in parte inglobate. La svettante torre civica con l'orologio era in origine il campanile di un'antica chiesa. Sul colle di fronte, progressivamente sta sorgendo il nuovo centro urbano, presso la chiesa di San Benedetto. Circa la metà degli abitanti risiede nel centro, l'altra metà nelle contrade della campagna. Il paese è posizionato tra il fiume Garigliano e la dorsale orientale dei Monti Aurunci. Il Comune rientra nella Valle dei Santi.

### Clima
Classificazione climatica: zona D, 1636 GR/G

## Origini del nome
Il toponimo deriva da una chiesa medievale, riferimento per gli abitanti della zona, dedicata al Santo eretta dai Monaci di Montecassino; non si conosce la data precisa della costruzione, ma si sa che nell'846 fu distrutta dai Saraceni, poi ricostruita e donata nel 961 ai Benedettini dai principi capuani.

## Storia
Non si sono tramandate notizie di epoca antecedente il Medioevo sulla zona che corrispondente a Sant'Andrea del Garigliano. Correva l'anno 846 quando un gruppo saraceno, vincitore su un esercito franco, mentre faceva ritorno alla sua base sulla foce del Garigliano, distrusse la cella di Sant'Andrea, eretta dai benedettini di Montecassino.
I principi di Capua ricostruirono la chiesa e la donarono ai Benedettini: così il territorio che faceva capo a Sant'Andrea entrò a far parte della Terra di San Benedetto. I resti di tale edificio si trovano su una collina accanto al castello. Tale castello fu costruito nel 1045 per volere dell'abate Richerio, che volle che la popolazione vi si concentrasse per motivi di sicurezza. Nello stesso anno se ne appropriarono i Normanni, ma furono in breve espulsi dal territorio benedettino. La chiesa di Sant'Andrea venne successivamente consacrata a San Benedetto.
Nell'Ottocento venne abbandonata, man mano che la chiesa di Santa Maria delle Grazie diventava il centro della comunità; presso questa chiesa c'era un luogo d'ospitalità per pellegrini e viandanti. Fuori delle mura sorse la chiesa dedicata a San Rocco. Nel corso del XIX secolo il paese fu toccato dalle vicende relative al brigantaggio. Ebbe inizio nello stesso periodo una massiccia emigrazione, cessata soltanto a metà del Novecento con l'industrializzazione della Provincia di Frosinone.
Il secondo conflitto mondiale arrecò danni pesantissimi alla popolazione ed all'abitato, che si trovava lungo la linea Gustav. La ferocia nazista si abbatté sul territorio e il 5 febbraio del 1944, in località Pontiera, i Tedeschi fucilano quattro contadini per rappresaglia a seguito del ferimento di un militare. In questo periodo particolare importanza per le sorti della Resistenza in tutta la zona ebbe la figura del capitano Antonio Gagliardi, un comandante che organizzò un gruppo partigiano che minò le resistenze delle truppe nazi-fasciste e che agevolò la vittoria degli alleati. Il capitano Gagliardi, conosciuto in ambito partigiano come T13, in seguito diventò il sindaco del paese, un sindaco amato e ricordato ancora oggi con nostalgia e affetto da sostenitori ed avversari.
La liberazione di Sant'Andrea del Garigliano avvenne il 13 maggio 1944.
Sant'Andrea è anche il paese natale di Antonio Galasso, ufficiale dell'esercito italiano che a Cefalonia si oppose all'esercito nazista e che costò la vita a tanti soldati italiani trucidati per rappresaglia dai tedeschi. Insieme agli altri eroici soldati del 17º Reggimento addestramento volontari "Acqui" della Divisione "Acqui" si oppose alla resa incondizionata "offerta" dai tedeschi sapendo di rischiare la propria vita e patendo per questa coraggiosa scelta sofferenze inumane.
Nel 1984 il terremoto portò ulteriori ferite, oggi lentamente sanate.

## Monumenti e luoghi d'interesse
La chiesa di sant'Andrea fu edificata dai monaci. 

## Società

### Evoluzione demografica
Abitanti censiti

### Religione
La popolazione professa per la maggior parte la religione cattolica e afferisce alla diocesi di Sora-Cassino-Aquino-Pontecorvo, ma fino al 2014 faceva parte dell'abbazia territoriale di Montecassino.

## Economia
Di seguito la tabella storica elaborata dall'Istat a tema Unità locali, intesa come numero di imprese attive, ed addetti, intesi come numero di addetti delle imprese locali attive (valori medi annui).
|                            | 2015                  |                              |                            |                |                       |                     | 2014                  |                | 2013                  |                |
| -------------------------- | --------------------- | ---------------------------- | -------------------------- | -------------- | --------------------- | ------------------- | --------------------- | -------------- | --------------------- | -------------- |
|                            | Numero imprese attive | % Provinciale Imprese attive | % Regionale Imprese attive | Numero addetti | % Provinciale Addetti | % Regionale Addetti | Numero imprese attive | Numero addetti | Numero imprese attive | Numero addetti |
| Sant'Andrea del Garigliano | 57                    | 0,17%                        | 0,01%                      | 116            | 0,11%                 | 0,01%               | 54                    | 104            | 50                    | 72             |
| Frosinone                  | 33 605                |                              | 7,38%                      | 106 578        |                       | 6,92%               | 34 015                | 107 546        | 35 081                | 111 529        |
| Lazio                      | 455 591               |                              |                            | 1 539 359      |                       |                     | 457 686               | 1 510 459      | 464 094               | 1 525 471      |

Nel 2015 le 57 imprese operanti nel territorio comunale, che rappresentavano lo 0,17% del totale provinciale (33 605 imprese attive), hanno occupato 116 addetti, lo 0,11% del dato provinciale; in media, ogni impresa nel 2015 ha occupato due addetti (2,04).

## Amministrazione
Dal 1806 fu parte del Giustizierato di Terra di Lavoro per volere di Giuseppe Bonaparte Re di Napoli, che con la legge n. 132 dell'8 agosto 1806 sulla divisione ed amministrazione delle provincie del regno, riformò la ripartizione territoriale dello Stato sulla base del modello francese.
Vi rimase fino al 1º gennaio 1817, quando sotto il Regno delle Due Sicilie, l'organizzazione amministrativa venne definitivamente regolamentata con la Legge riguardante la circoscrizione amministrativa delle Provincie dei Reali Domini di qua del Faro del 1º maggio 1816, a seguito di ciò il comune entrò a far parte della Provincia di Terra di Lavoro (Regno delle Due Sicilie), che vedeva come capoluogo Capua, fino al 1818, quando il capoluogo venne spostato a Caserta.
La nuova organizzazione amministrativa prevedeva la suddivisione delle provincie in distretti; circondari e mandamenti.
Il comune entrò dunque a far parte del:
- Distretto di Gaeta;
- Circondario di Gaeta;
- Mandamento VI di Roccagugliema (attuale Esperia).
Il Mandamento VI era composta dai comuni di Ausonia, Castelnuovo Parano, Coreno Ausonio, Roccaguglielma, San Giorgio a Liri, San Pietro in Curolis, Sant'Andrea di Vallefredda e Sant'Apollinare.
Nel 1860 a seguito dell'occupazione Garibaldina l'intera provincia fu annessa al Regno di Sardegna, successivamente nel 1861 al Regno d'Italia.
Con il neonato Regno d'Italia la suddivisione amministrativa rimase invariata, il comune continuò a fare parte della Provincia di Terra di Lavoro fino al 1927.
In quell'anno a seguito del riordino delle circoscrizioni provinciali stabilito dal regio decreto n. 1 del 2 gennaio 1927, per volontà del governo fascista, venne soppressa la Provincia di Terra di Lavoro ed i territori che vi facevano parte furono suddivisi nella Provincia di Napoli, nella Provincia di Roma e nella nuova istituita Provincia di Frosinone, formata dall'unione del circondario di Frosinone (fino ad allora in provincia di Roma) con il circondario di Sora e con il IV ed il VI Mandamento del Distretto di Gaeta ovvero il Mandamento di Pico ed il Mandamento di Esperia.
Il comune dunque dal 1927 fa parte della Provincia di Frosinone.

### Altre informazioni amministrative
- Fa parte della XIX Comunità Montana "L'Arco degli Aurunci"